# Bacitracin
A bacitracin széles spektrumú polipeptid antibiotikum, amelyet a Bacillus subtilis var Tracy termel. Első alkalommal 1945-ben izolálták, az FDA 1948-ban engedélyezte a használatát.
Gram-pozitív és Gram-negatív baktériumokra egyaránt hatásos, a sejtfal és a peptidoglikán szintézisét gátolja. Általában kenőcs formájában alkalmazzák, a bőr fertőzései esetén.
A Magyarországon forgalomban levő gyógyszerek közül a Baneocin kenőcs tartalmaz bacitracint cink-só formájában, neomicinnel kombinálva. Mellékhatásai miatt belsőlegesen ma már nem alkalmazzák.